# Гори Флегри
Гори Флегри (лат. Phlegra Montes) — це гірська система у квадранглі Cebrenia на планеті Марс, розташована за координатами 40.4 градуса північної широти та 163.71 градуса східної довготи. Протяжність цієї системи становить близько 1 350 км, а свою назву вони отримали від назви класичної деталі альбедо. Рельєф тут утворює складну систему ізольованих пагорбів, кряжів, та невеликих басейнів, і вчені висловлюють припущення, що ці утворення мають ендогенне тектонічне походження.
Phegra Montes простягаються від північно-східної частини вулканічної провінції Elysium у напрямку північних низовин. Ці гори утворилися внаслідок тектонічної діяльності в минулому, тобто мають невулканічне походження. Майже кожна гора у цьому регіоні оточена шлейфом породи, який є досить типовим для плоскогір'їв та гір на цій широті. Ця речовина опустилася вниз по схилах таким чином, що її шлейф формою нагадує уламки породи, що накопичуються навколо земних льодовиків. Це може свідчити на користь наявності в цьому регіоні водного льоду, що міститься на глибині не більш ніж 20 метрів.
Надана цьому хребту Міжнародним астрономічним союзом 1973 року назва походить з грецької міфології і означає міфічне місце (Флегра), в якому Зевс повалив гігантів, тим самим завершивши гігантомахію.

## Галерея
| |
| Мапа квадрангла Cebrenia. Вікінг-2 здійснив посадку поблизу кратера Мі. Вулкан Hecates Tholus, ймовірно, має льодовики на своїх схилах. |

| |
| Речовина, що рухається вниз по схилу в районі Phlegra Montes, знімок HiRISE. Рух, ймовірно, полегшується наявністю води/льоду. |

|                                      |
| Поруйновані кратери у Phlegra Montes |

| |
| Лопатеподібний осиповий шлейф у Phlegra Montes, знімок HiRISE. Осиповий шлейф, ймовірно, складається в основному з льоду, покритого тонкою кіркою породи. Тож передбачається, що такі шлейфи можуть стати джерелом води для майбутніх колоністів Марса. Лінія масштабу відповідає 500 м у довжину. |

|                                                        |
| Мережа долин у Phlegra Montes на Марсі, знімок HiRISE. |

| |
| Льодовик Слонова Нога у земній Арктиці, знімок Landsat 8. Цей знімок демонструє декілька льодовиків, що мають таку ж форму, що й чимало поверхневих утворень на Марсі, які теж вважаються льодовиками. |